# In My Darkest Hour
"In My Darkest Hour" (Na minha hora mais sombria, em português) é uma canção da banda de thrash metal estadunidense Megadeth. Faz parte do álbum So Far, So Good... So What! (1988). O líder da banda, Dave Mustaine, escreveu a canção após saber da morte do ex-baixista do Metallica, Cliff Burton . Mustaine disse para várias revistas e no episódio de Behind the Music com Megadeth que a música foi inspirada pela triste perda de Cliff. Dave afirma que nem James ou Lars o informaram sobre o acidente ocorrido em setembro de 1986, e que somente soube da tragédia após um telefonema do agente da banda. Burton e Mustaine tocaram juntos na fase inicial do Metallica. A letra da música, entretanto, não tem relação com a morte de Cliff. Fala sobre o relacionamento de Mustaine com sua ex-namorada Diana.
A MTV não reproduziu o videoclipe da música, por acreditar que a letra fazia apologia ao suicídio. A primeira exibição do clipe foi no documentário The Decline of Western Civilization II: The Metal Years.

## Significado da letra
De acordo com o livreto que acompanha o álbum. Mustaine escreveu a letra com seu parceiro de banda David Ellefson. Embora a canção seja inspirada pelo falecimento de Cliff Burton, a letra se refere ao relacionamento com sua namorada da época, Diana (sobre que ele escreveu algumas canções).

## Recepção
A canção foi lançada como single e alcançou o #26 lugar nas paradas do Reino unido.